# نيكولاس عامر
نيكولاس عامر (بالإنجليزية: Nicholas Amer)‏ هو ممثل بريطاني، ولد في 29 سبتمبر 1928 في المملكة المتحدة.

## أعمال

### أفلام
- (1982) عقد الرسام
- (1990) جزيرة الكنز
- (2016) منزل الآنسة بيرغرين للأطفال المميزين[6]

## وصلات خارجية
- نيكولاس عامر على موقع IMDb (الإنجليزية)
- نيكولاس عامر على موقع ألو سيني (الفرنسية)
- نيكولاس عامر على موقع أول موفي (الإنجليزية)
- نيكولاس عامر على موقع قاعدة بيانات الأفلام السويدية (السويدية)
- نيكولاس عامر على موقع قاعدة بيانات الفيلم (الإنجليزية)
- نيكولاس عامر على موقع كينوبويسك (الروسية)